# 靜內海水浴場車站
靜內海水浴場站（日语：／ Shizunai-kaisuiyokujō eki */?）是位於北海道日高郡新日高町靜內真歌，隸屬於北海道旅客鐵道（JR北海道）日高本線，已廢除的臨時車站。

## 歷史
- 1991年（平成3年）7月20日 - 開設臨時車站。直至8月18日為止逢星期六、日營運。
- 1992年（平成4年）
  - 7月19日 - 再次營運。直至8月23日為止逢星期六、日營運。
  - 8月24日 - 廢站。（之後的季節亦不再開設）。

## 車站構造
1面1線的地面車站。沒有設置月台，乘客下車時需要使用列車提供的階段。

## 相鄰車站
北海道旅客鐵道
日高本線
靜內－（臨）靜內海水浴場－東靜內